# Almonty Industries
Almonty Industries Inc. est une société minière internationale qui se consacre principalement à l'extraction et au développement de ressources en tungstène. La société opère en Espagne, au Portugal et en Corée du Sud et est cotée à la Bourse de Toronto (TSX). L'actuel directeur général est Lewis Black.

## Histoire
En mai 2005, Almonty, par l'intermédiaire de Primary Metals Inc. alors cotée à la Bourse de croissance TSX sous le symbole « PMI.V », a acquis la mine de Panasqueira au Portugal. À l'époque, Lewis Black était également PDG de Primary Metals,. En 2008, Primary Metals a été rachetée par Sojitz Corporation.
Almonty Industries Inc. a été officiellement créée en 2011 à la suite de l'acquisition de la mine Los Santos et a commencé à être cotée à la Bourse de croissance TSX le 28 septembre 2011. En mars 2013, la société a obtenu une option pour acquérir 51 % du gisement de Valtreixal dans le nord de l'Espagne. [En 2015, elle a acquis Woulf Mining Corp. et son projet Sangdong en Corée du Sud. En 2016, Almonty a racheté la mine Panasqueira à Sojitz Corporation. Au début de 2017, la société a reçu les permis définitifs pour la construction de la mine Sangdong et a obtenu la pleine propriété du projet Valtreixal.